# パイプユニッシュ
パイプユニッシュは、ジョンソン株式会社（1989年～2002年1月まではユニ・チャーム株式会社）が製造、販売する排水口・排水管クリーナー。排水管・排水口まわりの汚れやニオイの原因となる髪の毛やヘドロ汚れを強力に分解し、パイプのニオイや詰まりを解消したり予防したりする。
液性はアルカリ性で、成分は水（溶剤）、次亜塩素酸塩（酸化剤）、水酸化ナトリウム（アルカリ剤）、アルキルアミンオキシド（界面活性剤）、脂肪酸ナトリウム（純石鹸分の界面活性剤）、安定化剤からなる。